# Black River (Arizona)
Pour les articles homonymes, voir Black River.
La Black River est une rivière américaine d'une longueur de 183 km qui coule dans l'État de l'Arizona. Elle est un affluent de la Rivière Salée et donc un sous-affluent du fleuve le Colorado.

## Source de la traduction
- (en) Cet article est partiellement ou en totalité issu de l’article de Wikipédia en anglais intitulé « Black River (Arizona) » (voir la liste des auteurs).